# العواقر
العواقر جبال، غرب المدينة المنورة بالقرب من قرية الفريش.

## ما ذكره المؤرخون
وقال ابن السكيت في قول كثير:
العواقر: جبال في أسفل الفرش وعن يسارها وهي إلى جانب جبل يقال له صفر من أرض الحجاز.

قال عبد المومن البغدادی:
العوافر: جبال من أسفل الفرش عن يسارها، وهي إلى جانب جبل يقال له: صفر، من أرض الحجاز.
قال السمهودی:
العواقر
هضبات بالفرش شاهدها في ضفر.